# Calycopis vidulus
Calycopis vidulus is een vlinder uit de familie van de Lycaenidae. De wetenschappelijke naam van de soort werd als Thecla vidulus in 1907 gepubliceerd door Hamilton Herbert Druce.